# Tabanidae
Taons
« taon » redirige ici. Pour les articles homophones, voir tan et temps.
Famille
Les Tabanidae sont une famille d'insectes diptères brachycères renfermant diverses espèces de taons (/tɑ̃/). Elle appartient à la super-famille des Tabanoidea.
Ce sont des mouches trapues aux grands yeux composés. Les femelles se nourrissent normalement du sang des grands mammifères qu'elles mordent avec leur stylet alors que les mâles ne consomment que du nectar. Ces insectes sont pratiquement tous diurnes. On dénombre environ 3 500 espèces dans cette famille dont près de 160 en Europe, dont Tabanus bovinus en France.
Au Québec, on utilise également les termes taon à cheval, mouche à cheval, mouche à chevreuil, mouche à orignal, frappe-à-bord et plus rarement mouche à vache pour leur propension à harceler le bétail. Au Québec, le mot est prononcé « ton » (sans le « a ») et peut également qualifier le Bourdon terrestre.

## Morphologie des tabanidés
Les tabanidés ont un corps massif mesurant de 10 à 30 mm, des ailes puissantes écartées du corps au repos et une tête large, détachée du corps. Les yeux des taons permettent de différencier les mâles des femelles : ils sont contigus chez les mâles (holoptique), tandis qu'ils sont séparés chez la femelle (dichoptique). Les tabanidés peuvent être nus ou recouverts de poils fins de couleur verte ou cuivrée. Leurs antennes, sans arista (ils font partie des orthorrhaphes), possèdent des annelures au niveau du 3e article (ce qui les différencie des cyclorrhaphes).

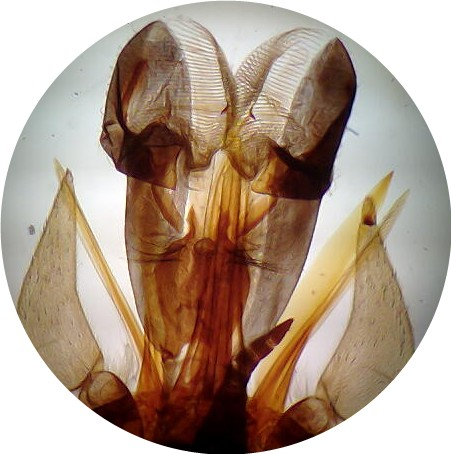
Observation des pièces buccales d'un taon au microscope photonique
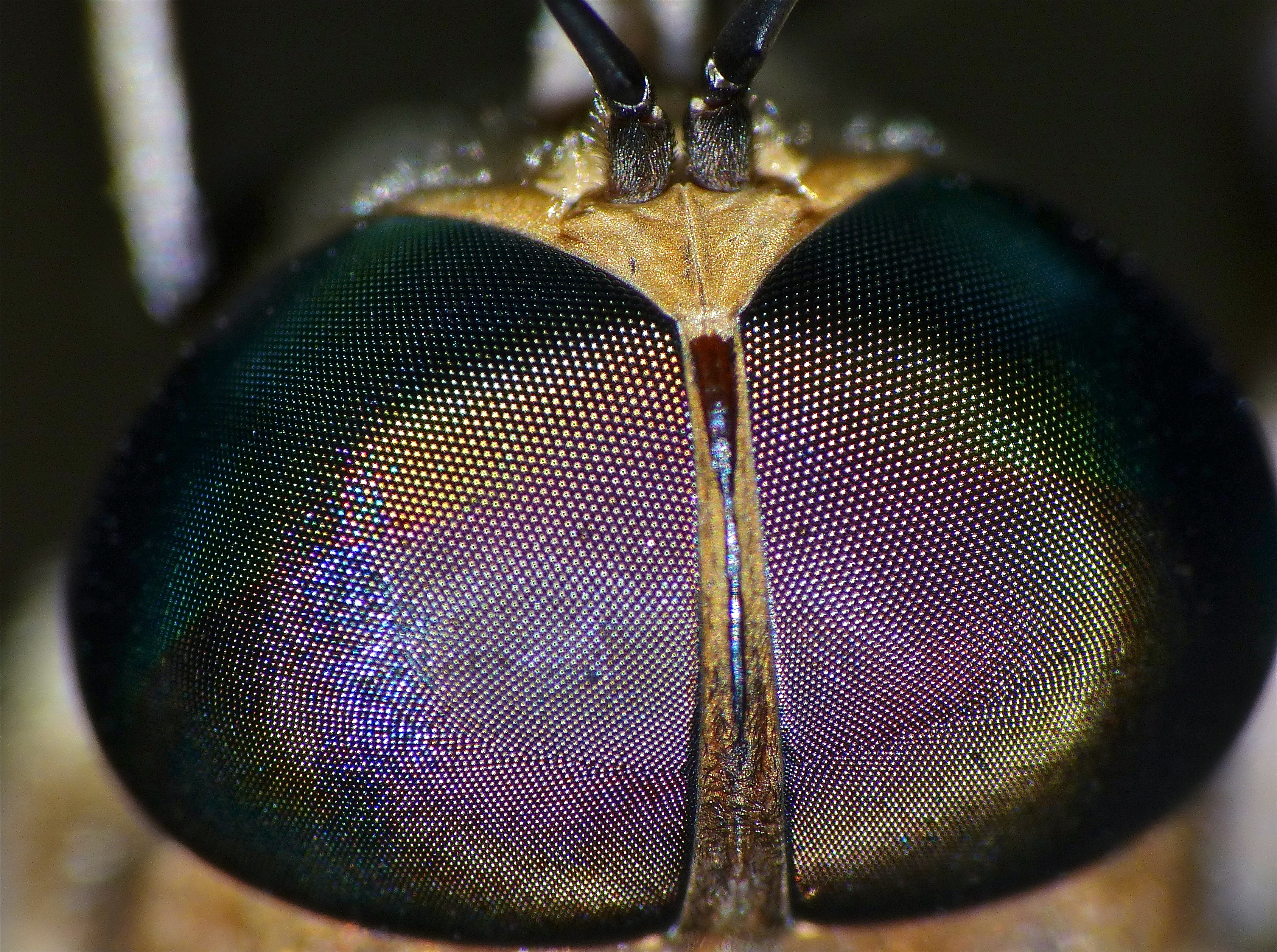
Détail des yeux
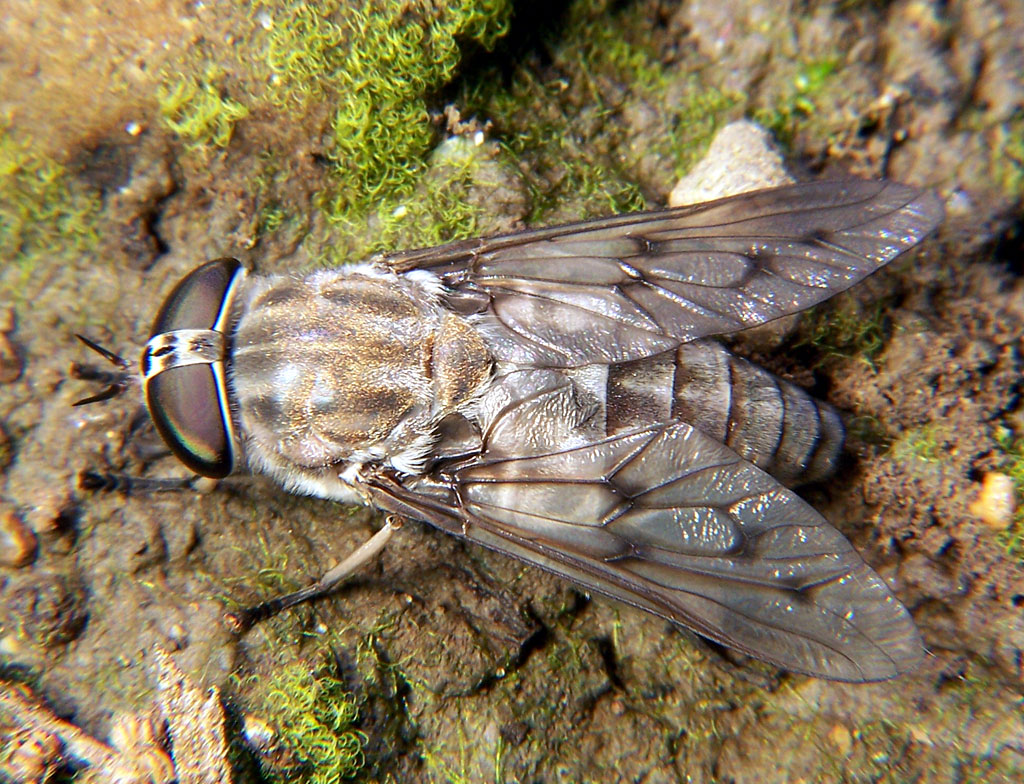
Tabanus sp.
Tête d'un tabanidé
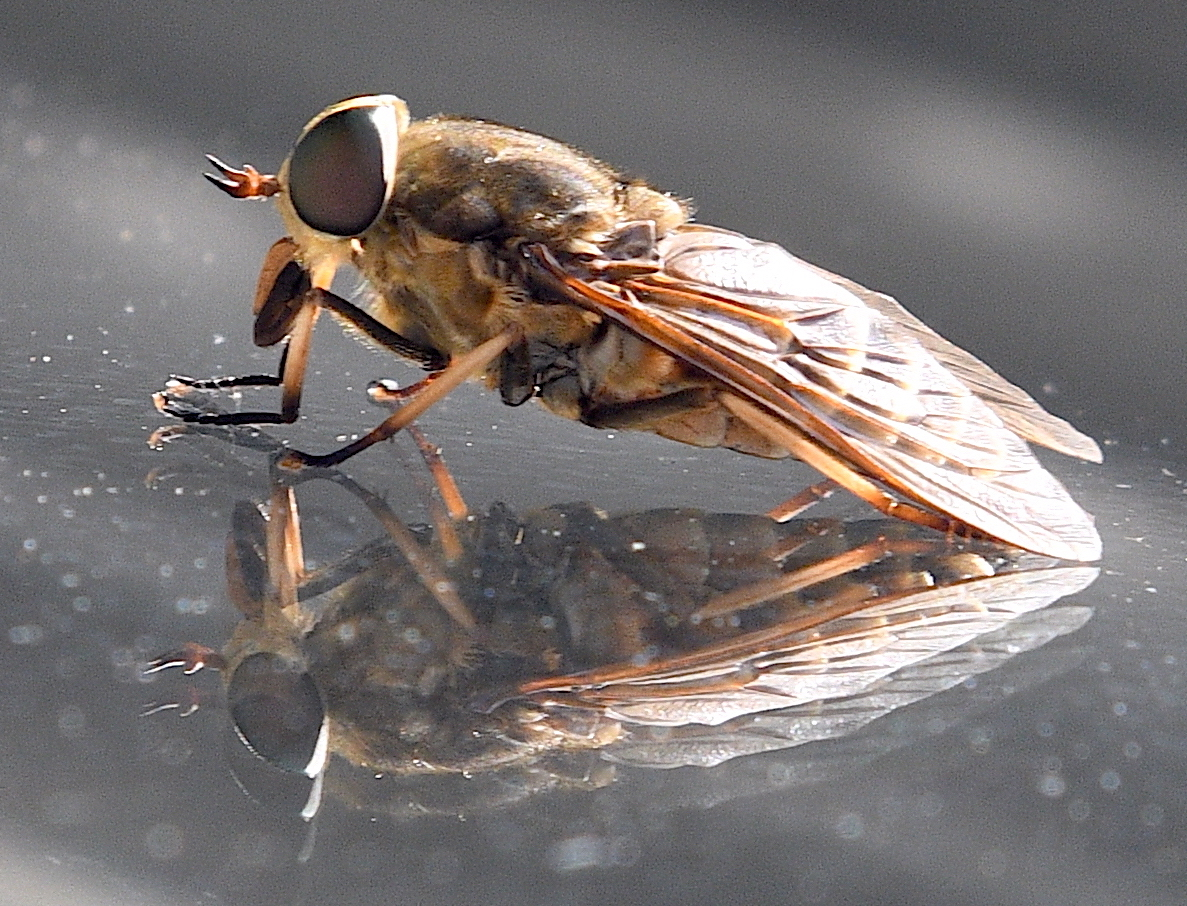

## Biologie des tabanidés
- Les taons sont actifs le jour, pendant les saisons chaudes. Ils sont principalement exophiles, c'est-à-dire qu'ils ne pénètrent pas dans les habitations[réf. nécessaire], sauf pour parfois s'y abriter. On les retrouve dans les régions où il y a des élevages de bétail et dans les régions boisées.
- Les taons peuvent se déplacer sur de longues distances.
- Cycle évolutif : les œufs sont pondus dans des eaux stagnantes ou courantes, sur des végétaux ou des pierres, voire en milieu aérien humide. Il y a de 7 à 9 stades larvaires, et un stade nymphal aboutissant à l'adulte.

## Alimentation
- Contrairement à un lieu commun répandu, les taons mordent, ils ne piquent pas. Ils arrachent ou découpent la chair de leur victime au moyen de mandibules, puis sucent le sang qui perle.
- Nutrition : seules les femelles sont hématophages et telmophages. Les mâles se nourrissent de nectars[5].

## Rôle pathogène des tabanidés

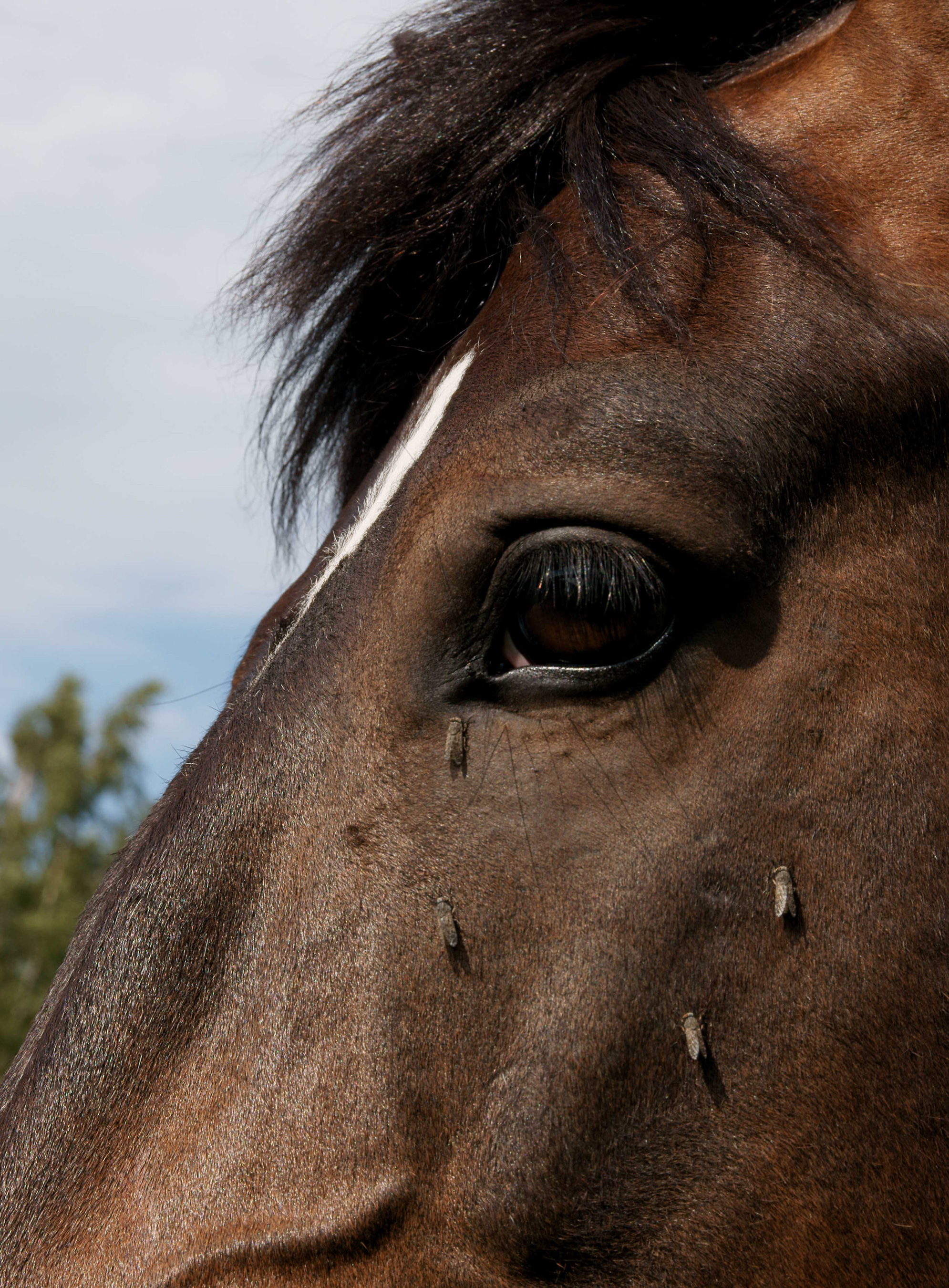
Haematopota pluvialis se nourrissant sur la tête d'un cheval

### Rôle pathogène indirect
Les tabanidés sont vecteurs de virus, de bactéries, de protozoaires et d'helminthes. Les chrysops sont responsables d'une helminthose (due à une filaire, Loa loa) qui est une filariose du tissu conjonctif (et de l'œil) chez l'homme.
Des bactéries peuvent être aussi véhiculées et provoquer des infections bactériennes comme la pasteurellose, la tularémie et le  charbon bactéridien.
Les tabanidés sont responsables de leucoses et d'anémies infectieuses chez les équidés (d'origine virale).

### Rôle pathogène direct

#### Chez l'animal
Leur morsure laisse à la surface de la peau une goutte de sang susceptible d'attirer d'autres mouches, source d'énervement pour les animaux.
Les tabanidés ont aussi un rôle spoliateur important, les femelles peuvent prélever jusqu'à 0,7 gramme de sang, provoquant par leur nombre, des retards de croissance et des baisses de production laitière.

#### Chez l'être humain

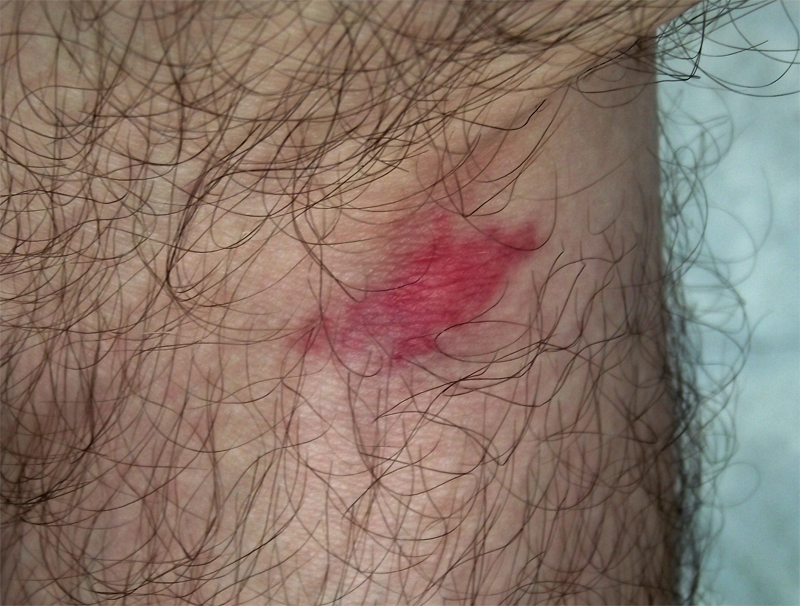
Une morsure de taon sur un humain.

Chez certaines personnes, la morsure passe totalement inaperçue, alors qu'en terrain allergique, il en va tout autrement. Certaines personnes ont un peu d'urticaire, mais il existe des cas où il apparaît une boursouflure de plus d'un centimètre d'épaisseur et de plusieurs centimètres de diamètre.
Les pattes du taon sont dotées d'amortisseurs qui leur permettent de se poser sans éveiller l'attention de leur victime, jusqu'à la douleur aiguë de la morsure. La douleur ne dure pas, mais est comparable en intensité à celle de la piqûre d'une guêpe. Le taon ne fuyant pas lorsqu'il a mordu, il est aisé de le tuer. Si la personne mordue semble souffrir ou si elle présente des difficultés respiratoires, il est souhaitable qu'elle consulte immédiatement un médecin ou un service d'urgence. Les antibiotiques sont sans effet.
Dans son ouvrage intitulé Deux années au Brésil (1862), François-Auguste Biard a écrit : 
« 
Ce nouvel ennemi était une mouche noire appelée moutouque. Elle agit sur le corps humain comme le taon sur celui des chevaux : elle s'aplatit, et reste collée sur la blessure. C'est en petit, l'effet de la sangsue. Ainsi que la bourachoude, elle fait venir instantanément le sang à l'endroit où elle se pose. Cette mouche ne voltige pas : elle se tient cachée dans l'endroit le plus obscur qu'elle peut trouver, et de là, se lance directement là où elle veut se poser. »

## Sous-familles et genres
Il en existe environ 3 000 espèces réparties en 3 sous-familles:
- Sous-famille Chrysopsinae:
  - Merycomyia
  - Chrysops
  - Neochrysops
  - Silvius
- Sous-famille Pangoniinae:
  - Apatolestes
  - Asaphomyia
  - Brennania
  - Esenbeckia
  - Pangonia
  - Pegasomyia
  - Stonemyia
  - Goniops
  - Scaptia
- Sous-famille Tabaninae:
  - Anacimas
  - Bolbodimyia
  - Catachlorops
  - Chlorotabanus
  - Diachlorus
  - Dichelacera
  - Holcopsis
  - Lepiselaga
  - Leucotabanus
  - Microtabanus
  - Stenotabanus
  - Haematopota
  - Agkistrocerus
  - Atylotus
  - Hamatabanus
  - Hybomitra
  - Poeciloderas
  - Tabanus
  - Whitneyomyia
- Non classé:
  - Zophina

Selon Catalogue of Life (1er sept. 2019) :
- genre Acanthocera
- genre Adersia
- genre Aegophagamyia
- genre Agkistrocerus
- genre Alocella
- genre Anacimas
- genre Anaerythrops
- genre Ancala
- genre Apatolestes
- genre Archeomyotes
- genre Asaphomyia
- genre Atelozella
- genre Atelozomyia
- genre Atylotus
- genre Austromyans
- genre Austroplex
- genre Bartolomeudiasiella
- genre Betrequia
- genre Bolbodimyia
- genre Boliviamyia
- genre Braunsiomyia
- genre Brennania
- genre Caenoprosopon
- genre Catachlorops
- genre Chalybosoma
- genre Chasmia
- genre Chlorotabanus
- genre Chrysops
- genre Cryptotylus
- genre Cydistomyia
- genre Dasybasis
- genre Dasychela
- genre Dasyrhamphis
- genre Diachlorus
- genre Dichelacera
- genre Dicladocera
- genre Ectenopsis
- genre Ectinocerella
- genre Erioneura
- genre Eristalotabanus
- genre Esenbeckia
- genre Euancala
- genre Eucompsa
- genre Eutabanus
- genre Fairchildimyia
- genre Fidena
- genre Gastroxides
- genre Goniops
- genre Gressittia
- genre Haematopota
- genre Hamatabanus
- genre Hemichrysops
- genre Heptatoma
- genre Himantostylus
- genre Hippocentrodes
- genre Hippocentrum
- genre Holcopsis
- genre Hybomitra
- genre Isshikia
- genre Japenoides
- genre Jashinea
- genre Lepiselaga
- genre Leptapha
- genre Leucotabanus
- genre Limata
- genre Lissimas
- genre Mackerrasia
- genre Melissomorpha
- genre Merycomyia
- genre Mesopangonius
- genre Microtabanus
- genre Mycteromyia
- genre Myiotabanus
- genre Nagatomyia
- genre Nanorrhynchus
- genre Neavella
- genre Nemorius
- genre Neobolbodimyia
- genre Neochrysops
- genre Oldroydiella
- genre Oopelma
- genre Orgizocella
- genre Orgizomyia
- genre Pachyschelomyia
- genre Pangonius
- genre Parancala
- genre Paulianomyia
- genre Pegasomyia
- genre Phaeotabanus
- genre Phibalomyia
- genre Philipomyia
- genre Philipota
- genre Philipotabanus
- genre Philoliche
- genre Pityocera
- genre Poeciloderas
- genre Promycteromyia
- genre Protodasyapha
- genre Protosilvius
- genre Pseudacanthocera
- genre Pseudopangonia
- genre Pseudotabanus
- genre Rhigioglossa
- genre Rhinomyza
- genre Roquezia
- genre Scaptia
- genre Seguytabanus
- genre Selasoma
- genre Silvestriellus
- genre Silviomyza
- genre Silvius
- genre Sphecodemyia
- genre Spilotabanus
- genre Stenotabanus
- genre Stibasoma
- genre Stigmatophthalmus
- genre Stonemyia
- genre Stuckenbergina
- genre Stypommisa
- genre Surcoufia
- genre Tabanocella
- genre Tabanus
- genre Teskeyellus
- genre Thaumastocera
- genre Therevopangonia
- genre Therioplectes
- genre Thriambeutes
- genre Udenocera
- genre Udenoceroides
- genre Veprius
- genre Whitneyomyia
- genre Zophina

Selon ITIS (1er sept. 2019) : sous-familles :
- Chrysopsinae
- Pangoniinae
- Pangoniinae-incertae
- Tabaninae

## Genres rencontrés par continent

### Europe
- Atylotus Osten-Sacken 1876
- Chrysops Meigen 1803
- Dasyrhamphis Enderlein 1922
- Glaucops Szilády 1923
- Haematopota Meigen 1803
- Heptatoma Meigen 1803
- Hybomitra Enderlein 1922
- Nemorius Rondani 1856
- Pangonius Latreille 1802
- Philipomyia Olsufjev 1964
- Silvius Meigen 1820
- Tabanus Linnaeus 1758
- Therioplectes Zeller 1842

## Culture
Dans la mythologie grecque, voulant que sa liaison avec la prêtresse Io ne soit pas perçue par son épouse Héra, Zeus transforma sa maîtresse en génisse. Héra, découvrant le leurre, envoya un taon persécuter sa rivale, qui dut s’enfuir jusqu’en Égypte, en passant par ce qu’on nomme actuellement la mer Ionienne. Cet épisode est évoqué dans le Prométhée enchaîné d’Eschyle  et  par Apollodore d'Athènes et  Virgile.
Socrate était « attaché aux Athéniens par la volonté des dieux pour les stimuler comme un taon stimulerait un cheval ». C'est d'ici que vient la notion anglaise de gadfly ethics (en), ou l'éthique du taon.
« Taon » se disait oistros (οἶστρος) en grec ancien et œstrus en latin ; les mêmes mots désignant également une violente impulsion, ils ont été utilisés pour forger des termes liés aux chaleurs, désir sexuel périodique des mammifères. Ainsi, les hormones qui  provoquent cet « aiguillon, piqûre, désir véhément, passion folle » ont été nommées œstrogènes.